# Mai Charoenpura
 (mai 2019).
Si vous disposez d'ouvrages ou d'articles de référence ou si vous connaissez des sites web de qualité traitant du thème abordé ici, merci de compléter l'article en donnant les références utiles à sa vérifiabilité et en les liant à la section « Notes et références ».
Mai Charoenpura (thaï : ใหม่ เจริญปุระ) ou Mai Siriwimol (thai :ใหม่ สิริวิมล), née le 5 janvier 1969 à Bangkok, est une actrice et chanteuse de musique pop thaïlandaise.
Comme sa demi-sœur Intira Charoenpura, elle n'hésite pas à prendre des engagements politiques et elle lutte pour les droits de l'homme.

## Musique
Mai Charoenpura est principalement connue comme chanteuse depuis 1989. 
Elle a produit les albums suivants : 
- ไม้ม้วน (1989, 2532);
- ไม้ขีดไฟ (1990, 2533);
- ความลับสุดขอบฟ้า (1992, 2535);
- ผีเสื้อกับพายุ (1994, 2537);
- ชีวิตใหม่ (1997, 2540);
- แผลงฤทธิ์ (1998, 2541);
- คนเดียวในหัวใจ (2002, 2545);
- et ใหม่เสมอ (2006, 2549).

En 2007, elle a fait un concert à Manchester pour le 1er Ministre Thaï Thaksin Sinawatra, propriétaire à l'époque du club de football Manchester City F.C.

## Filmographie
- 1987 : Nang Nuan
- 2001 : La Légende de Suriyothai[6]
- 2008 : Memory
- 2009 : Meat Grinder[7],[8]
- 2010 : Still[9]
- 2011 : Mai ka Mam don ka don

## Séries télévisées
Mai Charoenpura joue dans plusieurs séries télévisées : elle commence en 1988 avec la série Khon Roeng Muang ; en 2019, après une interruption de 16 ans sur le petit écran, elle est de nouveau actrice dans la série Krong Karma réalisée par Pongpat Wachirabunjong.